# Achterste en Wildertse Duintjes
De Achterste en Wildertse Duintjes is een natuurgebied nabij de tot de Antwerpse gemeente Essen behorende plaats Wildert. Het wordt beheerd door het Agentschap voor Natuur en Bos.
Het was oorspronkelijk een heide- en stuifzandgebied, waarop men na de Tweede Wereldoorlog naaldhout heeft aangeplant. 60 ha van het terrein vormt het huidige natuurgebied. Het is een reliëfrijk bos met heiderestanten. Begin 21e eeuw wordt het geleidelijk tot meer natuurlijk loofbos omgevormd.
Tot de vogels behoren boomklever, boomkruiper, grote bonte specht, zwarte specht en bosuil.
Er is een bosleerpad van 3 km uitgezet en het gebied is geschikt voor wandelen, fietsen en andere vormen van kleinschalige recreatie.